# ダイヤモンド酒造
ダイヤモンド酒造（だいやもんどしゅぞう、英称:Diamond Winery）は、山梨県甲州市勝沼町下岩崎にあるワインメーカー。

## 概要
ダイヤモンド酒造は、1939年（昭和14年）、山梨県東山梨郡勝沼町（現・甲州市勝沼町）の近在の農家が集まって、雨宮家の敷地で自分たちが飲むワインを醸造したのが始まり、当時は「石原田葡萄酒醸造組合」と称していた。1963年（昭和38年）、税務署の要請で各農家の持ち株を買い取り、株式会社ダイヤモンド酒造を設立、法人化され雨宮家が独自に経営する醸造所となった。
その後、三代目・雨宮吉男が、2000年（平成12年）5月から2003年（平成15年）3月までの3年間フランスに留学、ボルドーに１年、ブルゴーニュに２年学んだ。ボルドーではボルドー大学醸造学部で基礎醸造学・テイスティングの基本を学び、ブルゴーニュではボーヌの国立葡萄栽培・ワイン醸造専門学校に通い、ブルゴーニュの造り手オリヴィエ・ルフレーブなどで造りを手伝い実地経験を積んだ。フランスから帰国後、フランス人醸造家との交流も貴重な情報源となったが、フランス語の醸造専門誌もその後の醸造に役立てている。
また、雨宮吉男は、日本未輸入だったムルソー村にあるダミイ社製のオーク樽（白ワイン用）、ボーヌにあるビーヨン社製オーク樽（赤ワイン用）を日本に初めて輸入した。その後、その樽の輸入権利を商社に譲渡したことで、まとまった数を輸入してコストを減らすことができ、他のワイナリーにも使えるようになった。

## 店舗情報
- 所在地 - 山梨県甲州市勝沼町下岩崎880
- 代表者 - 雨宮壮一郎、栽培・醸造技師 - 雨宮吉男
- 年間生産量 - 約4万5000本（国産比率100％）
- ぶどう畑 - 自社畑0.8ヘクタール、契約畑0.25ヘクタール[2]

## 受賞歴
「日本ワイナリーアワード（Japan Winery Award）」
- 「第1回 日本ワイナリーアワード 2018」 - 五つ星獲得[4]
- 「第2回 日本ワイナリーアワード 2019」 - 五つ星獲得[5]
- 「第3回 日本ワイナリーアワード 2020」 - 五つ星獲得[6]
- 「第4回 日本ワイナリーアワード 2021」 - 五つ星獲得[7]
- 「第5回 日本ワイナリーアワード 2022」 - 五つ星獲得[8]
- 「第6回 日本ワイナリーアワード 2023」 - 五つ星獲得[9]

「日本ワインコンクール（Japan Wine Competition）」
- 第5回 2007年（平成19年）金賞受賞[11]
  - 甲州・辛口「シャンテ甲州樽発酵 2006」
- 第13回 2015年（平成27年）金賞受賞[12]
  - 甲州・辛口「シャンテ YA 甲州樽発酵」

- ワイナリー エントランス（2019年9月7日撮影）
- ワイナリー工場（2019年9月7日撮影）
- ワイナリー工場内部（2019年9月7日撮影）

## 交通アクセス
- 鉄道 - JR中央線 勝沼ぶどう郷駅よりタクシー利用約10分、塩山駅よりタクシー利用約15分
- 路線バス - 勝沼ぶどう郷駅で勝沼地域市民バス（ぶどうコース）に乗車、生福寺停留所（15分）より徒歩約3分、塩山駅（南口）で勝沼地域市民バス（ぶどうコース）に乗車、生福寺停留所（27分）より徒歩約3分
- 高速バス - 中央自動車道（京王バス、富士急バス、山梨交通 「新宿⇔甲府線」利用））中央道釈迦堂（ 釈迦堂パーキングエリア）停留所より徒歩約25分、勝沼インターチェンジ 勝沼バス停留所より徒歩約45分
- 乗用車 - 中央自動車道 勝沼インターチェンジより約15分